# Île Notre-Dame
Île Notre-Dame (tj. ostrov Panny Marie) je zaniklý ostrov na řece Seině v Paříži.
Ostrov Notre-Dame byl na konci 18. století spojen s île aux Vaches, který se nacházel ihned proti proudu, a vznikl tak současný ostrov sv. Ludvíka. Dnes odpovídá západní části tohoto ostrova.